# Аль-Ассад (водосховище)
Водосховище Аль-А́ссад, також Водосховище Ель-А́сад (араб. بحيرة الأسد, Buhayrat al-Assad) — водосховище на річці Євфрат в мухафазі Ар-Ракка, Сирія. Воно було створено в 1974, коли греблю Табка було закрито. Водосховище Аль-Ассад є найбільшою в Сирії водоймою з максимальним об'ємом у 11,7 км3 та максимальною площею поверхні у 610 км2. Велика мережа каналів використовує воду з водосховища Аль-Ассад для зрошення земель по обидві сторони Євфрату. Крім того, озеро забезпечує питною водою місто Алеппо та підтримує рибну промисловість. Береги водосховища Аль-Ассада отримали розвиток екологічних зон.

## Історія
Перші плани з будівництва греблі у сирійській ділянці Євфрату виникли в 1927, але вони не були виконані. У 1957 році було досягнуто угоди з Радянським Союзом з технічної та фінансової допомоги для будівництва греблі в долині Євфрату, а в 1960 було укладено фінансову угоду з Західною Німеччиною. Ще одна угода про фінансування проекту була укладена з Радянським Союзом у 1965 році. Проект включав в себе гідроелектростанцію на греблі Табка та будівництво розгалуженої мережі іригаційних каналів, здатної зрошувати 640 000 га землі по обидві сторони Євфрату. Будівництво греблі тривало з 1968 по 1973, і у 1974 році почалося затоплення водосховища за рахунок скорочення потоку Євфрату. У 1975 році Ірак скаржився, що потік Євфрату був скорочений нижче допустимого рівня і погрожував бомбити греблю Табка. За посередництва Саудівської Аравії і Радянського Союзу, зрештою вдалося владнати ці суперечки.

## Археологічні розкопки
В очікуванні затоплення водосховища греблі Табка між 1963 і 1974 проводилася інтенсивна міжнародна програма археологічних розкопок у районі, який перебував під загрозою затоплення. У рамках цієї програми розкопки були проведені на об'єктах, які датовані, починаючи з періоду пізньої Натуфійської культури до періоду Османської імперії. Розкопки включали такі об'єкти, як Абу-Хурейра, Емар, Хабуба Кабіра, Мурейбет, Тель-ес-Свейхат, Тель-Фрей і Дібсі Фарадж. У Джабері, замку на вершині пагорба, який буде перетворено на острів від затоплення водосховища Аль-Ассад, була побудована захисна гласіса, а два мінарети у Мурейбеті та Мескені були переміщені в зону за межами ділянки затоплення.

## Характеристика

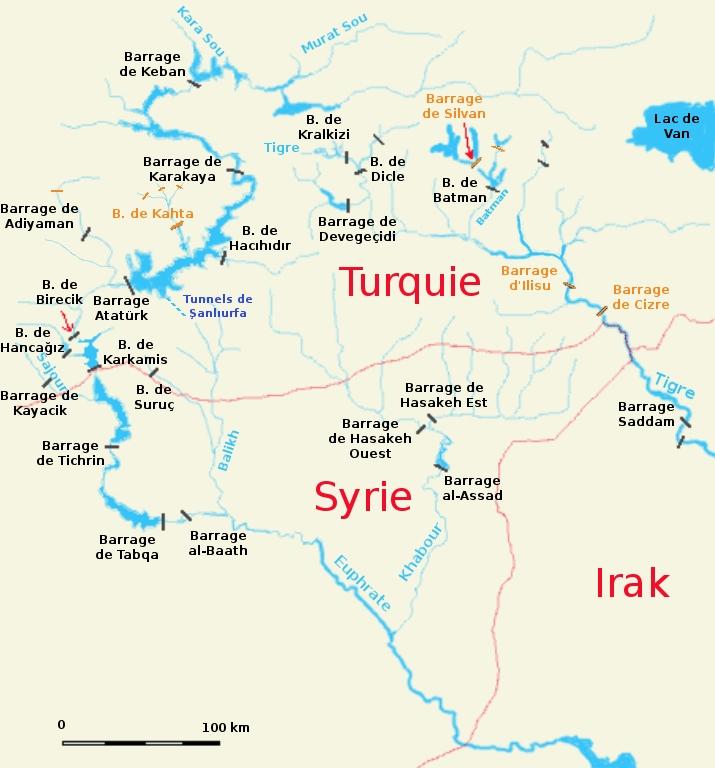
Мапа сирійсько–турецької ділянки басейну Євфрату, де зображено греблю Табка (Barrage de Tabqa) та Водосховище Аль-Ассад на захід від нього

Водосховище Аль-Ассад є найбільшою в Сирії водоймою з максимальним об'ємом у 11,7 км3 та максимальною площею поверхні у 610 км2. Проте фактичний об'єм значно нижче — 9,6 км3, а площа, відповідно, становить 447 км2. Запропонована схема зрошення страждала від численних проблем, в тому числі високого вмісту гіпсу в ґрунтах меліораційних систем навколо водосховища Аль-Ассад, засолення ґрунтів, руйнування каналів, які поширили води з водосховища Аль-Ассад, і небажання фермерів переселятися з районів меліорації. В результаті тільки 60 000 га землі зрошувалося за рахунок водосховища Аль-Ассад у 1984. У 2000 році зрошувана поверхня зросла до 124 000 га, що становить 19 відсотків з прогнозованих 640000 га. Водосховище Аль-Ассад є найважливішим джерелом питаної води в Алеппо, забезпечуючи місто по трубопроводу 80 млн м3 питної води на рік. Озеро також підтримує рибну промисловість.
Західний берег озера перетворився в болотисту місцевість. На південно-східному березі в деяких районах були залісені вічнозеленими деревами, зокрема алеппськими соснами та євфратськими тополями. Водосховище Аль-Ассад є важливим місцем зимування перелітних птахів, через що уряд Сирії нещодавно прийняв заходи з охорони невеликих ділянок уздовж берега водосховища Аль-Ассад від мисливців, обмежуючи доступ до під'їзних доріг до озера. Озеро Джазіра ес-Саура було визнано заповідником.